# Dongfeng Fengxing Joyear S50
Der Dongfeng Fengxing Joyear S50 ist eine Limousine der Mittelklasse des chinesischen Automobilherstellers Dongfeng Liuzhou Motor, die der Dongfeng Motor Corporation angehört. Die Marke ist Dongfeng, die Submarke Fengxing.

## Geschichte
Der S50 wurde auf der Beijing Auto Show im April 2014 vorgestellt und wurde ab September 2014 ausschließlich in China verkauft. Die Technik teilt sich die Limousine mit dem Dongfeng Fengshen A60 und der zweiten Generation des Nissan Sylphy. 2017 wurde das Fahrzeug überarbeitet.

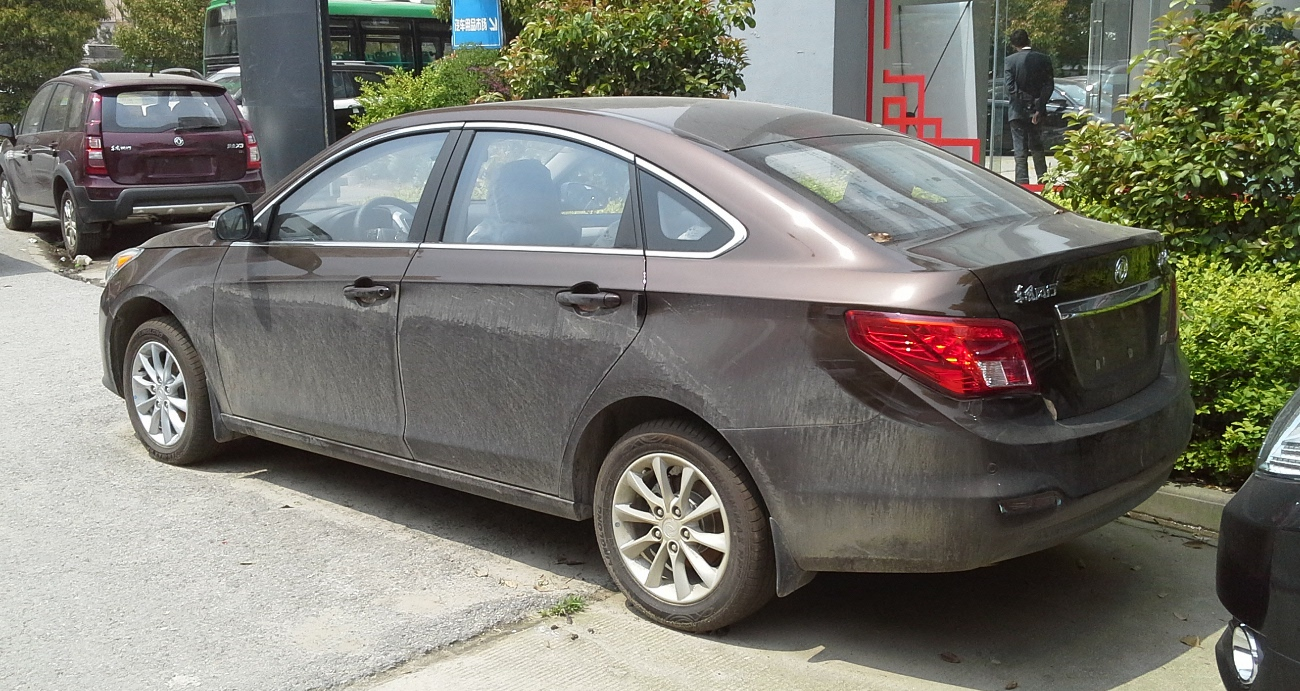
Heckansicht
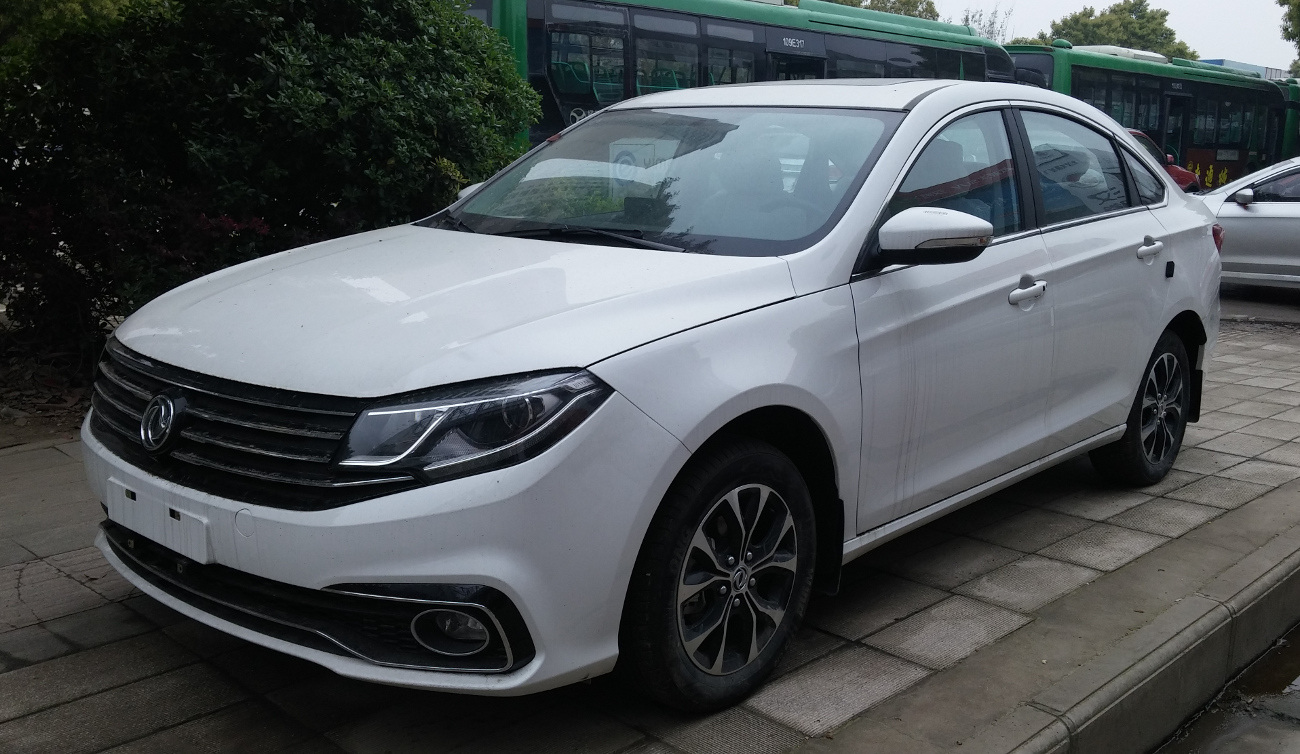
Dongfeng Fengxing Joyear S50 (2017–2022)
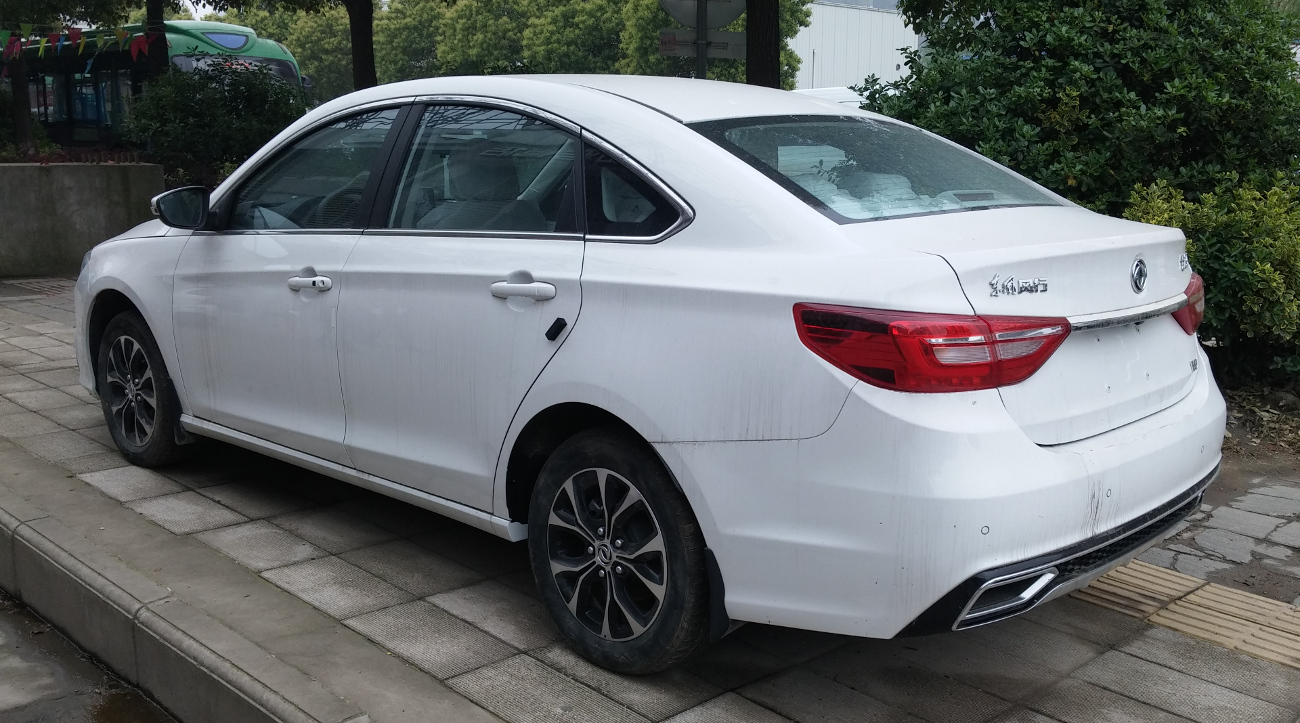
Heckansicht
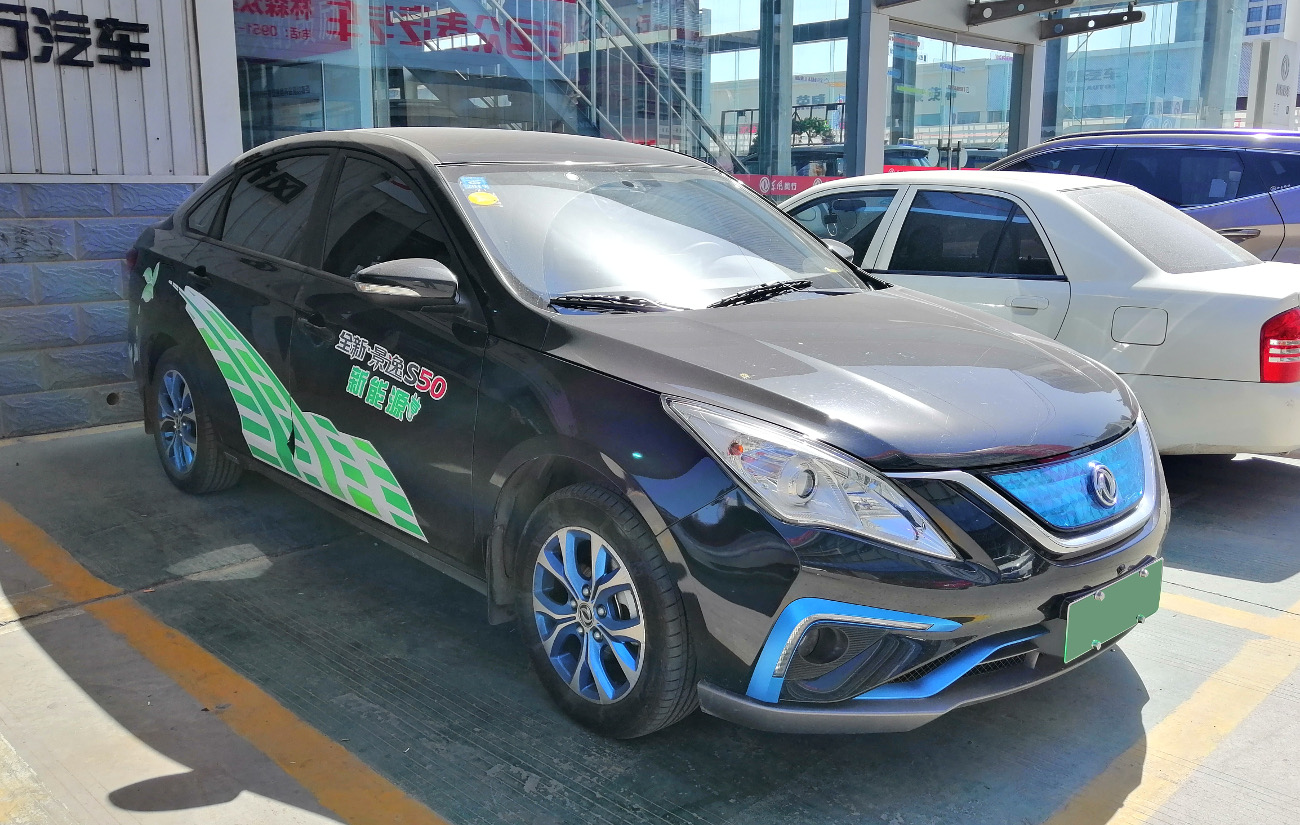
Dongfeng Fengxing Joyear S50 EV

## Dongfeng Fengxing Joyear S50 EV
Seit November 2017 bietet der Hersteller die Limousine auch als Elektroversion S50ev an. Angetrieben wurde das Fahrzeug zunächst von einem 90 kW (122 PS) starken permanenterregtem Synchron-Elektromotor, der eine Beschleunigung auf 50 km/h in 3,6 Sekunden ermöglicht. Die Höchstgeschwindigkeit gibt der Hersteller mit 150 km/h, die elektrische Reichweite mit 255 km an. Die Lithium-Ionen-Antriebsbatterie hat eine Kapazität von 38,09 kWh. Im Herbst 2019 wurde die Elektroversion überarbeitet. Einhergehend mit dem Update hat der Motor eine höhere Nennleistung erhalten und die Kapazität der Antriebsbatterie ist auf 56,9 kWh erhöht worden.

## Technische Daten
|                                             | 1.5                   | 1.6                   | 2.0                    | S50ev                                   | S50ev                                   |
| Bauzeitraum                                 | 09/2014–11/2019       | 09/2014–07/2022       | 03/2015–11/2019        | 11/2017–10/2019                         | seit 10/2019                            |
| Motorkenndaten                              |                       |                       |                        |                                         |                                         |
| Motortyp                                    | R4-Ottomotor          | R4-Ottomotor          | R4-Ottomotor           | Permanenterregter Synchron-Elektromotor | Permanenterregter Synchron-Elektromotor |
| Hubraum                                     | 1499 cm³              | 1590 cm³              | 1997 cm³               | —                                       | —                                       |
| max. Leistung bei min−1                     | 88 kW (120 PS) / 6000 | 90 kW (122 PS) / 6000 | 108 kW (147 PS) / 6000 | 90 kW (122 PS)                          | 120 kW (163 PS)                         |
| max. Drehmoment bei min−1                   | 143 Nm / 4000         | 151 Nm / 4000         | 200 Nm / 4000          | 280 Nm                                  | 280 Nm                                  |
| Kraftübertragung                            |                       |                       |                        |                                         |                                         |
| Antrieb                                     | Vorderradantrieb      | Vorderradantrieb      | Vorderradantrieb       | Vorderradantrieb                        | Vorderradantrieb                        |
| Getriebe                                    | 5-Gang-Schaltgetriebe | Stufenloses Getriebe  | 6-Gang-Schaltgetriebe  | 1-Stufen-Reduktionsgetriebe             | 1-Stufen-Reduktionsgetriebe             |
| Messwerte                                   |                       |                       |                        |                                         |                                         |
| Höchstgeschwindigkeit                       | 165 km/h              | 165 km/h              | 180 km/h               | 150 km/h                                | 150 km/h                                |
| Beschleunigung, 0–100 km/h                  | k. A.                 | 13,7 s                | k. A.                  | 11,0 s                                  | 10,0 s                                  |
| Kraftstoffverbrauch auf 100 km (kombiniert) | 6,5 l Super           | 6,5 l Super           | 7,7 l Super            | —                                       | —                                       |
| Tankinhalt                                  | 45 l                  | 45 l                  | 55 l                   | —                                       | —                                       |
| Batterie (Lithium-Ionen-Polymer)            | —                     | —                     | —                      | 38,09 kWh                               | 56,9 kWh                                |
| elektrische Reichweite                      | —                     | —                     | —                      | bis zu 255 km                           | bis zu 415 km                           |